# Еспаданья
Еспаданья (ісп. Espadaña) — муніципалітет в Іспанії, у складі автономної спільноти Кастилія-і-Леон, у провінції Саламанка. Населення — 41 особа (2010).
Муніципалітет розташований на відстані близько 230 км на захід від Мадрида, 55 км на захід від Саламанки.
На території муніципалітету розташовані такі населені пункти: (дані про населення за 2010 рік)
- Бесерріль: 2 особи
- Еспаданья: 29 осіб
- Педерналь: 10 осіб

## Демографія
Динаміка населення (INE ):

## Зовнішні посилання
- Провінційна рада Саламанки: індекс муніципалітетів [Архівовано 23 квітня 2009 у Wayback Machine.]
- Посилання на Google Maps